# The Carlyle (Pittsburgh)
Pour les articles homonymes, voir The Carlyle.
The Carlyle est un gratte-ciel de 91 mètres situé à l'intersection de la Fourth Avenue et de Wood Street à Pittsburgh en Pennsylvanie. Le bâtiment fut complété en 1906 et il y a 21 étages. Il est le 27e plus haut gratte-ciel de la ville, à égalité avec le Washington Plaza et le Commonwealth Building.

## Historique
Ce gratte-ciel de type néo-classique était originellement nommé l'Union National Bank Building. Il fut conçu par la firme d'architecte MacClure & Spahr. Le bâtiment fut converti en condo en 2006.